# 5·18자유공원

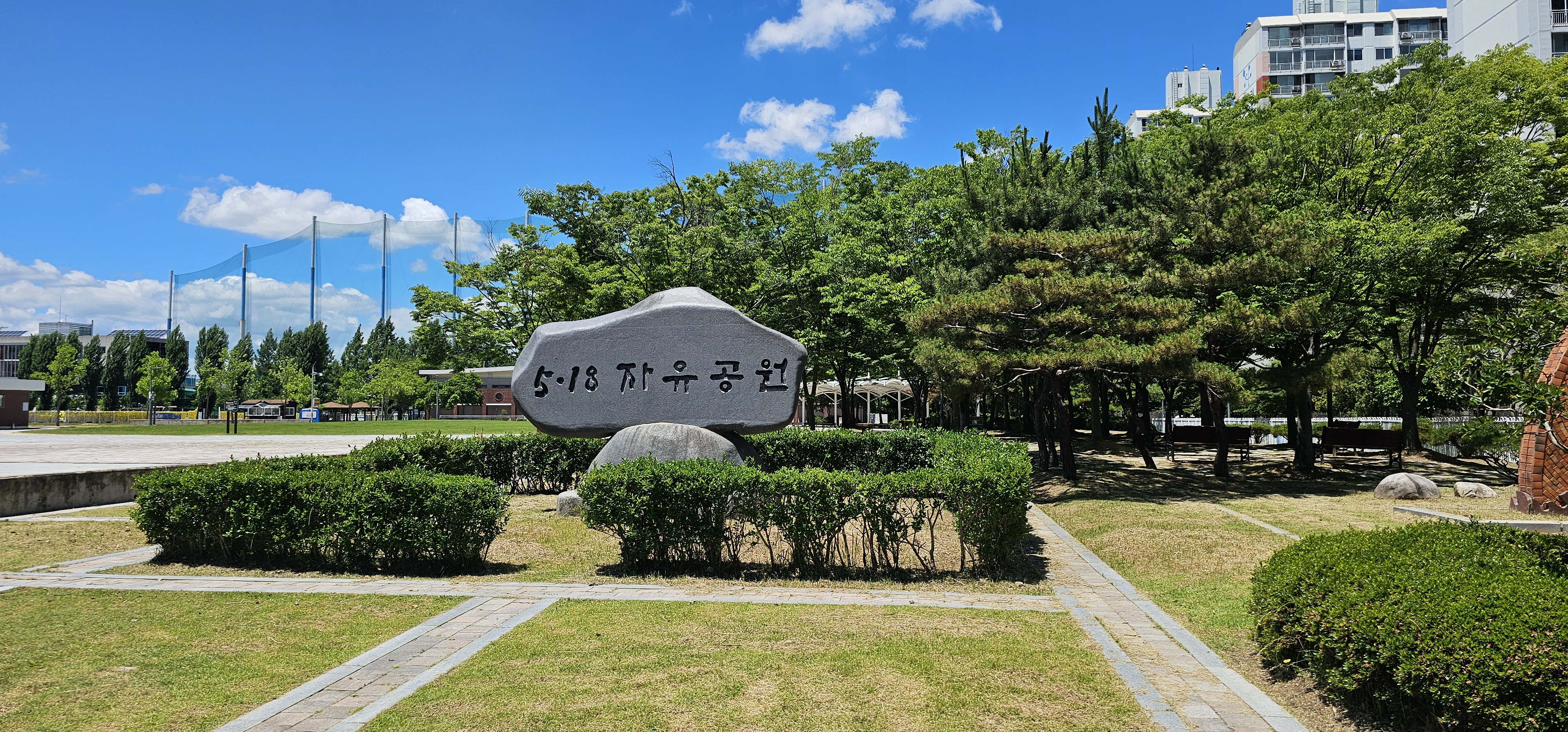
518 자유공원 전경

5·18자유공원은 광주광역시 서구 상무평화로 13 (치평동)에 소재한 공원이다.  

## 배경

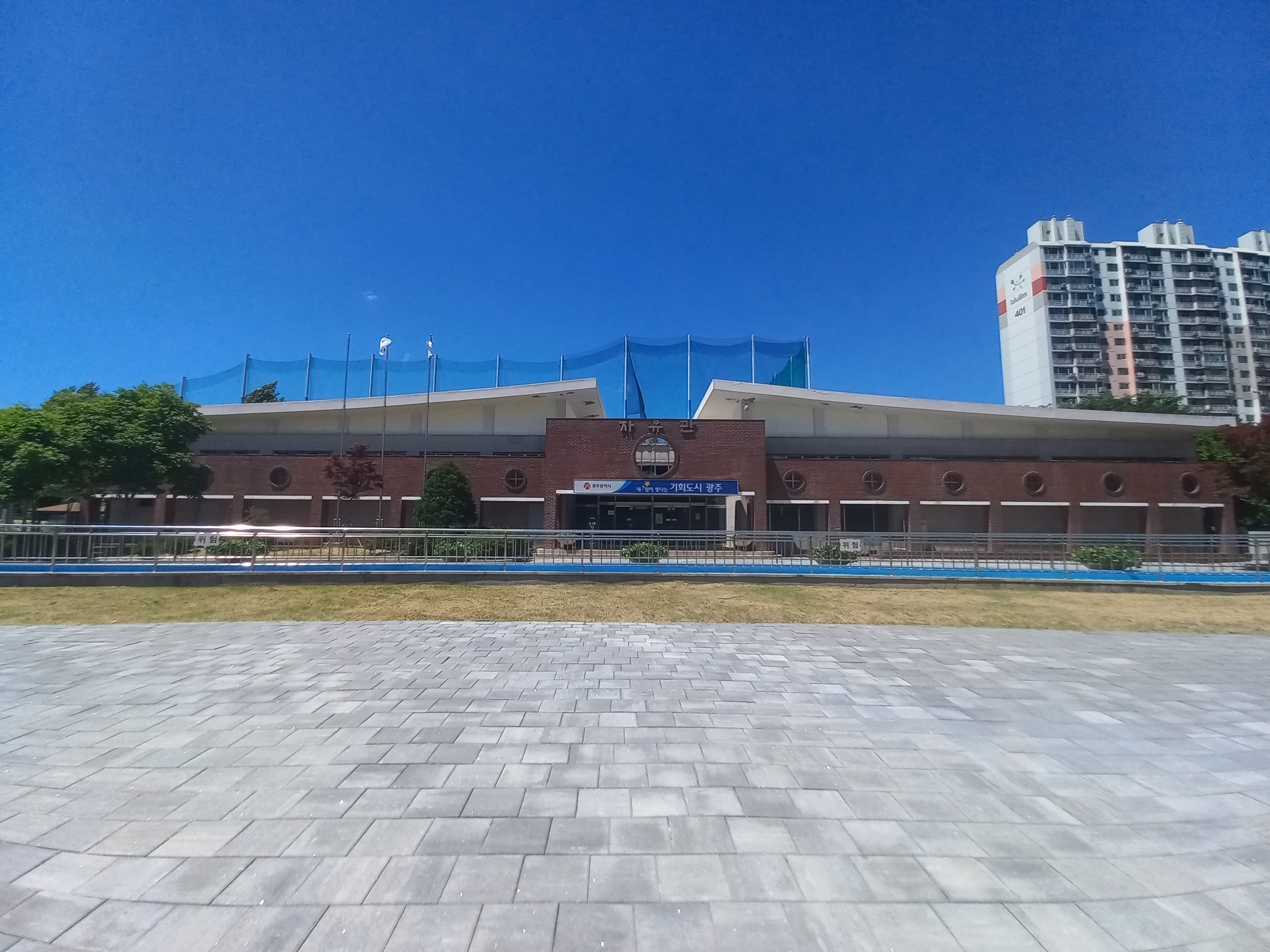
5 ·18자유공원 자유관

원래 이곳은 상무대가 있었던 자리로써, 일종의 군사 주둔지 같은 곳이었다. 그러나 상무대가 전라남도 장성군으로 이동한 이후, 공원 부지로 새로이 탈바꿈하게 된다. 5·18자유공원은 과거 상무대 옛터를 보존 및 복원하여 만든 공원이다. 

## 상세
자유공원은 크게 자유관(박물관 겸 전시관), 군사법정 & 영창 복원구역, 체험 프로그램으로 구성된다. 첫 번째로, 자유관은 박물관 겸 전시관으로 사용되며, 1980년 5월의 사진, 영상, 기록물이 전시되어 있어 시민들의 삶과 저항을 생생하게 보여준다. 두 번째로, 군사법정 & 영창 복원 구역은 실제 상무대 법정과 여섯 개 감방의 영창, 헌병대 연계 시설이 재현되어 있다. 밀랍 인형과 상황 재현으로 당시 고문과 재판의 참상을 체험할 수 있다. 마지막으로 체험 프로그램은 5·18 주간에 영창·법정 상황극에 참여하거나, ‘오월나눔 주먹밥’ 만들기 체험이 제공된다.
광주광역시 사적지로 등록되어 있으며, 근처에 광주광역시5·18기념문화센터, 상무시민공원, 김대중컨벤션센터가 있다.

## 교통
- 광주 도시철도 1호선 상무역
- 광주광역시 간선버스 518
- 상무 63번 버스
- 상무 64번 버스
- 순환 01A
- 순환 01B
- 좌석 02

## 같이 보기

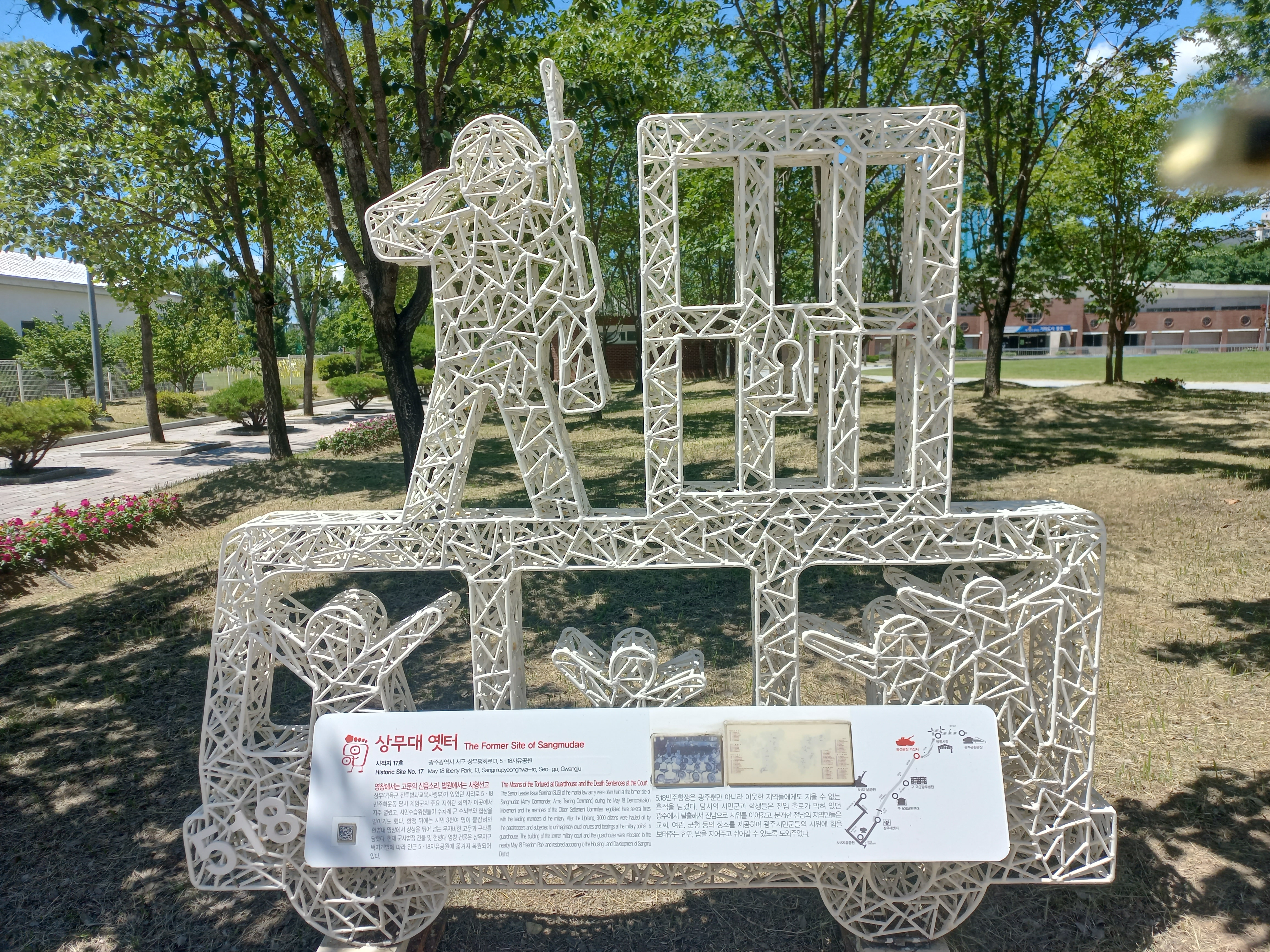
5·18자유공원 금속 조형물.jpg

- 5·18자유공원 금속 조형물.jpg다크 투어리즘
- 5·18 광주 민주화 운동
- 5·18기념공원
- 상무대로